# Tye White
Tye White (Detroit, ...) è un attore statunitense.

## Biografia
Nato a Detroit, in Michigan. Ha frequentato la Brother Rice High School e ha studiato all'Università del Michigan.
Ha avuto il suo primo ruolo importante nel film televisivo Drumline - Il ritmo è tutto del 2014. In seguito ha avuto un ruolo ricorrente nella serie procedurale della CBS NCIS: Los Angeles. Nel 2016 ha un ruolo nella serie American Crime Story.
Dal 2015 al 2018 ha avuto un ruolo da coprotagonista nella serie drammatica Greenleaf. Nel 2021, è stato scelto per un ruolo importante nella serie comica della NBC American Auto al fianco di Ana Gasteyer.

## Filmografia parziale
- Pretty Little Liars – serie TV, un episodio (2011)
- Drumline - Il ritmo è tutto (Drumline - A New Beat), regia di Bille Woodruff – film TV (2014)
- Mixology – serie TV, un episodio (2014)
- Red Band Society – serie TV, un episodio (2014)
- NCIS: Los Angeles – serie TV, 5 episodi (2014-2022)
- American Crime Story – serie TV, 9 episodi (2016)
- Greenleaf – serie TV, 42 episodi (2016-2018)
- Chicago Fire – serie TV, 3 episodi (2018-2019)
- American Auto – serie TV, 23 episodi (2021-2023)
- Fire Country – serie TV, 16 episodi (2024-2025)

## Doppiatori italiani
Nelle versioni in italiano delle opere in cui ha recitato, Tye White è stato doppiato da:
- Mattia Nissolino in NCIS: Los Angeles
- Alex Polidori in NCIS: Los Angeles (ep. 14x04)
- Paolo Vivio in Greenleaf
- Riccardo Petrozzi in Fire Country